# Fayṣal bin Abd Allāh bin Moḥammed Āl Saʿūd
Fayṣal bin Abd Allāh bin Moḥammed Āl Saʿūd (in arabo الامير فيصل بن عبدالله بن محمد آل سعود‎?; Riad, 13 maggio 1950) è un principe, militare, politico ed imprenditore saudita, membro della famiglia reale Āl Saʿūd.

## Primi anni di vita e formazione
Il principe Faysal è nato a Riad il 13 maggio 1950. Appartiene a un ramo cadetto della famiglia Al Sa'ud. Sua madre era Nouf bint Abd al-Aziz Al Sa'ud che era figlia di re Abd al-Aziz e sorella germana di re Abd Allah.
È stato educato negli Stati Uniti dove ha ricevendo una laurea in business administration presso il Menlo College nel 1971 e un master in ingegneria industriale presso l'Università di Stanford nel 1977. Gli studi del master hanno coinvolto diversi campi del sapere come tecnologie, società e futurologia.

## Carriera
Faysal bin Abd Allah ha lavorato nel centro di ricerca e sviluppo industriale del Ministero del commercio dal 1971 al 1973. Tra il 1992 e il 1997 ha fondato alcune aziende anche come socio. Dal 1992 al 2003 è stato vice comandante della Guardia Nazionale per le province occidentali. Dal 2003 al 2009 è stato vice direttore generale dell'Intelligence. È stato responsabile della riorganizzazione della struttura amministrativa dell'Intelligence.
In aggiunta a questi ruoli ufficiali, Faysal bin Abd Allah ha giocato un ruolo importante nel migliorare l'Università della Scienza e della Tecnologia Re Abd Allah. È stato anche presidente del comitato direttivo del Gruppo di pensiero strategico Al Aghar.
Il 14 febbraio 2009 è stato nominato ministro dell'istruzione in sostituzione di Abd Allah bin Saleh bin Obaid che era in carica dal 2005. Al momento della nomina, alcuni media occidentali hanno riferito che Faysal in precedenza era stato coinvolto negli sforzi per ridurre le influenze estremiste nel sistema dell'istruzione nazionale. La sua nomina è stata ritenuta quindi un modo per mettere in pratica l'intenzione del sovrano di rafforzare gli sforzi per ridurre l'influenza degli estremisti nel campo dell'istruzione. Tuttavia, la sua nomina come pure le altre effettuati in quell'anno, è stata considerata rappresentativa di una lotta per il potere, piuttosto che di una dinamica di riforma.
Il 22 dicembre 2013 il principe Faysal è stato rimosso dall'incarico su sua richiesta e gli è succeduto il principe Khalid bin Faysal.

## Opinioni
Si ritiene che Faysal bin Abd Allah abbia sostenuto le iniziative di riforma di re Abd Allah. Inoltre, era considerato di opinioni progressiste. Ha descritto re Abd Allah come "il percorso più vicino tra due punti, una linea retta" Egli ha inoltre affermato che il re percepisce le cose in modo molto semplice.
Nel 2010 ha dichiarato che i programmi scolastici avrebbero dovuto essere riorganizzati e migliorati per dare più attenzione allo sviluppo progressivo e agli investimenti sugli esseri umani in base alle caratteristiche religiose, storiche e culturali del paese. Nel maggio dello stesso anno, parlando al programma televisivo "Good Morning", ha affermato che le donne sarebbero state impiegate per insegnare ai ragazzi a livello di scuola primaria pubblica, anche se ancora non c'erano classi miste nel paese. Egli ha inoltre affermato che potrebbe essere il momento per i bambini di frequentare le scuole elementari miste. Per quanto riguarda l'indisponibilità di corsi di educazione fisica per femmine nelle scuole pubbliche, ha dichiarato nell'agosto del 2011 che il ministero stava ancora esaminando la questione.

## Associazioni
Faysal bin Abd Allah è presidente del Comitato nazionale per l'istruzione, la cultura e le scienze. Ha un vivo interesse per il patrimonio culturale essendo appassionato di archeologia. È un sostenitore della Commissione suprema per il turismo e le antichità, attualmente guidata dal principe Sultan bin Salman. Per lui, la Commissione svolge un cruciale nel preservare il patrimonio nazionale. Inoltre è a favore di un maggiore impegno da parte delle autorità parallele collegate per assistere la Commissione nel realizzare la sua missione.
È anche: presidente dell'Associazione scoutistica saudita (all'età di 14 anni nel 1963 ha partecipato all'11º Jamboree mondiale dello scautismo a Maratona); presidente della Commissione nazionale saudita per l'infanzia e presidente del Consiglio di amministrazione del fondo equestre. Ha fondato un think tank che discute della riforma dell'istruzione superiore.

## Vita personale
Faysal bin Abd Allah è sposato con Adila bint Abd Allah Al Sa'ud, figlia del defunto re Abd Allah. Adila è uno dei pochi membri femminili della famiglia reale ad avere un ruolo semi-pubblico. Si pensava che la principessa Adila sia stata molto significativa per il supporto dato alle iniziative del marito. Hanno sei figli, due maschi e quattro femmine. Una delle loro figlie si è laureata al King's College di Londra.
La famiglia vive a Gedda dal 1992, quando Faysal ha ricevuto l'incarico nella Guardia Nazionale. È anche un fotografo professionista. Ha scattato diverse fotografie sulla vita quotidiana di re Abd Allah quando questi era ancora principe ereditario e le ha raccolte in un libro. Ha ricevuto una laurea ad honorem dal Georgetown College nel 2010.